# Werner Baumgarten-Crusius
Werner Baumgarten-Crusius (29 de janeiro de 1919 - 4 de novembro de 1995) foi um oficial alemão que serviu durante a Segunda Guerra Mundial. Foi condecorado com a Cruz de Cavaleiro da Cruz de Ferro.

## Condecorações
| Cruz de Ferro 2ª Classe                           |
| Cruz de Ferro 1ª Classe                           |
| Folhas de Carvalho nº 199 27 de fevereiro de 1943 |